# W55T
W55T（だぶりゅーごーごーてぃー）は、東芝および東芝モバイルコミュニケーション社（現・FCNT）によって開発された、auブランドを展開するKDDIおよび沖縄セルラー電話の携帯電話である。

## 特徴
発表時の2007年11月当時、CDMA 1X WINの機種で最も薄い9.9mmという奥行が最大の特徴。なお、au用の全端末の中でもC405SAと並んで最薄である。

LISMO（LISMOビデオクリップを含む）対応およびGPSを搭載した端末でも最薄で、2008年にドコモ向けのP705iμ（奥行9.8mm）が発売されるまでは、カメラ付折りたたみ式端末としても全キャリア中奥行が最薄である。
その薄さに加えて、本体の大きさが一般的なクレジットカードなどのサイズとほぼ同じであることから、「CARD SIZE SLIM」をキャッチコピーとしている。
そのため本体の色名も、クレジットカードを連想させるような～カードというものとなっているが、EZ Felicaには非対応となっている。
超極薄設計のためワンセグには非対応でEZ FeliCaやEZ FM、さらに同社のEV-DO対応機種を除く既存の1X WIN対応機種のお約束と言える技術である3Dグラフィックアクセラレータ「MOBILE TURBO T4G (TC35285) 」、及び「Hello messenger」などはこの機種より搭載されていない。（Hello messengerについてはW55Tに限らず、2007年秋冬モデル以降の端末はW53Sを除き採用打ち切りとなった）本端末の充電は1X WINを含むCDMA 1X導入以降の歴代au向け端末としては初めて、ACアダプタを本体のコネクタに直接挿すことのみが充電の手段となっている。端末自体に充電スタンド用の給電用の接点は装備しておらず、充電用スタンドは付属品およびオプションに関わらず用意されていない。ちなみに、この機種のベースとなった機種は、同社のCDMA 1X端末であるA5529Tであり、同社製のEV-DO Rel.0／KCP対応機種としては最終機種となっている。

## 機能
折りたたみ式の超薄型機種としては高画質な196万画素カメラを搭載し、データフォルダ容量も100MBと大容量である。ただし、2007年に発表/発売されたCDMA 1X WIN機種（W51T、W52T、W53T、W54T）の中では最もスペックが低い。

## 沿革
- 2007年（平成19年）10月16日 - KDDIおよび東芝より公式発表。
- 2007年11月30日 - W55T通常版に先行してWeb限定モデルのW55T プレミアムバージョンが発売され、auの特設販売サイトにて同日のAM11:00より予約販売開始。3,000台の完全限定販売で先着予約順に販売された。現在、既に販売が終了している。
- 2007年12月7日 - W55T通常版が中国・四国・九州エリアにて発売。
- 2007年12月8日 - W55T通常版が上記以外の残りの地区にて発売。
- 2008年（平成20年）3月 - 販売終了。
- 2012年（平成24年）7月22日 - L800MHz（旧800MHz帯・CDMA Banclass 3）帯エリアによるサービスの終了・停波によりそれ以降はN800MHz（新800MHz帯・CDMA Bandclass 0 Subclass 2）帯エリアおよび2GHz（CDMA Bandclass 6）帯エリアの各サービスで利用する事となる。
- 2022年（令和4年）3月31日 - 同キャリアにおける3Gサービスの全面終了・全面停波により当端末は利用不可となった。

## 対応サービス
- au Smart Sports（アプリのダウンロードが必要）
- au LISTEN MOBILE SERVICE（ビデオクリップ対応）
- EZナビウォーク（声de入力・3D対応）
- EZ助手席ナビ
- 安心ナビ
- 災害時ナビ
- 緊急通報位置通知
- EZチャンネルプラス
- EZケータイアレンジ
- PCサイトビューアー
- EZアプリ (BREW)(オープンアプリプレイヤー対応)
  - 体験版として「みんなのGOLF モバイル」がプリインストールされている。
- デコレーションメール
- 絵しゃべりメール
- ラッピングメール
- 赤外線通信 (IrDA)

ほか